# 본오도서관
본오도서관은 경기도 안산시 상록구 소재의 시립 도서관이다.

## 연혁
- 2013년 5월 22일 개관

## 시설현황
- 3층: 열람실, 문화교실
- 2층: 문헌자료실, 어린이자료실

## 이용 안내
이용 시간
- 문헌자료실 및 어린이자료실: 매일 09:00~18:00
- 열람실: 하절기(3월~10월) 07:00~22:00 / 동절기(11월~2월) 08:00~22:00

휴관일
- 매주 월요일
- 국경일, 정부에서 지정하는 공휴일
- 관장이 지정하는 임시휴관일